# 八月革命説
八月革命説（はちがつかくめいせつ）とは、1945年（昭和20年）8月のポツダム宣言受諾により、日本において革命が起こり、主権の所在が天皇から国民に移行し、日本国憲法は新たに主権者となって憲法制定権力が移行した国民が制定したと考える学説のこと。主権の所在の移行を、法的な意味での革命、革命という法的な擬制（フィクション）を用いて説くことからこう称される。憲法学者の宮澤俊義により提唱された説である。

## 概要
八月革命説は、大日本帝国憲法の改正手続を経て成立した日本国憲法について、憲法改正限界説に立った場合の憲法制定過程を説明するための理論である。1946年（昭和21年）5月、宮澤俊義が「八月革命と国民主権主義」（『世界文化』第1巻第4号、1946年5月）として発表した。これは、同年3月6日に幣原内閣が「憲法改正草案要綱」を発表して憲法改正が公然と始動し、さらに同年4月17日には「憲法改正草案」を発表して天皇が枢密院に諮詢し、憲法改正の内容がほぼ固まったことを受けた論考である。
その内容はおおむね次のとおりである。そもそも、憲法改正限界説を前提とする場合、天皇主権を基本とする大日本帝国憲法から国民主権を基本とする日本国憲法への改正は、憲法改正の限界を超える。しかし、天皇主権と相容れない「1945年（昭和20年）8月のポツダム宣言」受諾は天皇による国民への主権の移譲の同意・承認であり、この時点で国民主権と矛盾する限りで大日本帝国憲法は効力を失うという法的意味の「革命」があったといえる。したがって、日本国憲法は新たに主権者となった国民が制定した憲法であり、旧憲法による改正手続は形式的な意味しか持たない。高見勝利によれば八月革命説は憲法改正限界論、法的意味の革命の概念、国際法優位説という戦前から説かれていた理論をポツダム宣言に適用してみせたものとなる。
ポツダム宣言受諾を革命の成就と読み替える八月革命説は空想の産物でしかなく、国際的には全く通用しない学説であるとも指摘されている。

## 経緯
日本国憲法の成立は明治憲法の時とは異なり自由な日本国民の意思は全くと言っていいほど介在できなかった。このような制定の経緯は占領軍の検閲によって完全に日本国民には伏せられていた。
戦前から国家法人説を唱えていた美濃部達吉は枢密院で憲法草案が出された時に一貫して反対の意思を表示していた。弟子の宮澤俊義も当初は憲法改正の必要はないという立場であったが、その後、立場を180度変えて日本国憲法を正当化する理論を提供した。それが八月革命説であった。

## 憲法改正無限界説と憲法改正限界説
多くの近代的な成文憲法には、その内容として、憲法自体の改正手続を定めている。この改正手続に従って行われた憲法改正は、法的に正当なものとして承認される。もっとも、この手続に依ったとしても改正し得ない、「憲法改正の限界」を憲法に明記してあるものもある。また、このような憲法改正の限界が明記されていない場合にも、憲法改正を憲法全体に及ぼすことができるのか、それとも法理上一定の限界があるかについては、学説上争いがある。これが、憲法改正無限界説と憲法改正限界説との争いである。
憲法改正無限界説によれば、憲法改正手続に従った改正は、いかなる内容への憲法改正も法的に正当化される。これに対して、憲法改正限界説によれば、憲法改正手続に従った憲法改正といえども、改正前憲法の基本原理・根本規範を改めてしまうような改正は、改正前憲法によっては法的に正当化されないとされる。もっとも、改正前憲法によって法的に正当化されないからと言って、新憲法が当然に無効な憲法となるわけではなく、新たな原因によって正当性の理由付けが求められるに過ぎない。

## 大日本帝国憲法の改正としての日本国憲法
1946年（昭和21年）に公布され、1947年（昭和22年）に施行された日本国憲法は、形式的には大日本帝国憲法（明治憲法）に定められた改正手続により成立した。
具体的には、明治憲法第73条に基づき、憲法改正草案が天皇の勅命により衆議院と貴族院からなる帝国議会の議に付され、両議院のそれぞれの総員3分の2以上の出席の会議で、出席議員の3分の2以上の多数により議決がされた。この改正は、天皇の裁可を経て、公式令（明治40年勅令第6号）第3条に基づいて公布された。これは、改正の公布文に付された上諭に示されている。

## 大日本帝国憲法の改正と憲法改正限界説
このように、大日本帝国憲法の改正手続に従って制定された日本国憲法は、その内容については大日本帝国憲法から大きく改められた。特に、主権の所在の点に違いが著しい。大日本帝国憲法は神勅により天皇に与えられた天皇主権を基礎として構成された（ただし「天皇主権」の解釈については美濃部達吉の天皇機関説や筧克彦の国体（國體）学の観点からの批判・異論がある）のに対し、日本国憲法は国民主権を基礎として構成されている。
大日本帝国憲法には、主権の所在についても、改正できないとは明記されていない。しかし、憲法改正限界説の立場からは、主権の所在について改めることは、憲法改正の限界を超えるものと解され、新憲法は改正前憲法によっては法的に正当化され得ないと解された。そこで、憲法改正限界説の立場から、日本国憲法の成立過程をいかに法的に説明するかが問題となった。
宮澤は明治憲法の天皇主権の根拠を帝国憲法第四条の「統治権の総攬」や第一条の「天皇の統治」あるいは第五条の立法権、第十一条の統帥権などを挙げているが、「主権者」としての明記はない。
明治憲法はプロイセン憲法をモデルとしながらも天皇の権限を制限し、議会の権限を重視したものであり、明治憲法下でその基本原理を天皇主権ととらえていた憲法学者は穂積八束と上杉慎吉の二人ぐらいで少数派の傍流であり、憲法学の主流としての解釈は美濃部達吉の国家法人説（いわゆる天皇機関説）であり、憲法学においては天皇主権は否定されていたというのが事実と言われる。
日本国憲法には前文の前に帝国憲法を改正して枢密顧問の諮詢及び帝国議会の議決を経た欽定憲法である旨の天皇の上諭があるが、憲法改正限界論に立てばこのような手続きは問題となるが、八月革命説では手続き上の問題は無視して「法学的意味での革命」によって成立したとのみ説明する。

## 八月革命説による説明
1946年（昭和21年）、憲法学者の宮澤俊義は、日本国憲法成立の説明理論として、八月革命説を発表した。これは、「1945年（昭和20年）8月のポツダム宣言受諾」により主権の所在が天皇から国民へ移行したと解し、これを法的な意味での革命（八月革命）と捉え、日本国憲法は国民が制定した憲法であると説明する学説である。このような考え方のもともとの発想は、政治学者の丸山眞男によるものであり、宮澤が丸山の了承を得て法学的に再構成したものと理解されている。
太平洋戦争（大東亜戦争）末期、日本政府はポツダム宣言を受諾するに際して、同宣言には天皇大権を害する要求は含まれないとの解釈が正しいか否かについて、連合国に対して回答を求めた。この照会に対して連合国側は、その解釈の正否には触れず、いわゆるバーンズ回答の中で、日本の最終の政治形態はポツダム宣言に従い日本国民の自由に表明される意思により決定されるべきことを言明した。日本政府は、この回答を了承した上で、1945年（昭和20年）8月14日、ポツダム宣言の受諾を通告した。
バーンズ回答における日本の最終の政治形態に関する文言は、日本の最終的な政治形態の決定権は日本国民が有するという意味であり、法的には国民に主権が帰属するという意味である。すなわち、ポツダム宣言の受諾は、天皇主権から国民主権へ、主権の所在の移行があったことを意味した。主権の所在の移行を、法的な意味での革命と解し、ポツダム宣言の受諾を八月革命と称した。
もっとも、主権の所在が移行し、法的な革命があったとは言え、大日本帝国憲法の全てが破棄されたわけではなく、国民主権原理に抵触しない限りで存続していた。そのため、形式的には、大日本帝国憲法の改正手続に従い憲法が改正された。ポツダム宣言受諾後に行われた総選挙で、新たに主権者となった国民の代表者として衆議院議員が選出され、衆議院が中心となって、内閣がGHQの指示を受けて起草した大日本帝国憲法改正案（日本国憲法案）を審議した。この改正案審議は、国民と直接的な関係を有しない貴族院でも行われ、若干の修正が加えられたが、修正後に衆議院の議決を経ている。また、主権者の地位を失った天皇の裁可により改正は成立したが、裁可の段階では修正は行われていない。このように、実質的に日本国憲法は、新たに主権者となった国民によって制定された憲法となる。
以上のように、ポツダム宣言の受諾により日本の主権の所在は国民に移行し、これを革命（八月革命）と擬制することで、その後制定された日本国憲法の国民主権原理は、ポツダム宣言受諾に伴う主権の所在の移行を宣言したものと理解する八月革命説が説かれた。

## 八月革命説に対する批判
八月革命説は、説明に法的な擬制を用い、「革命」というセンセーショナルな語を含むため、発表の当初から様々な批判を受けた。
一番の批判点は、そもそもポツダム宣言やバーンズ回答は国民主権の要求を含むのかという点にある。
米国内部では1945年5月頃から、対日降伏勧告の文案が協議されていたが、政府高官の間では、天皇の地位の保障を言明しない限り、日本は降伏をしないことは自明視されていた。結果、ポツダム会議代表団の草稿の段階で、天皇の地位および統治権（天皇機関説に基づく立憲君主制）を保証する文言が含まれていた。
しかし、当時米軍は原子爆弾の開発の最終段階に入っていたという事情もあって、政府内の一部強硬派から「現段階で天皇保障条項を含む宣言を出すと、原爆完成前に日本が降伏してしまう」との趣旨の反対意見がだされた。そのため、明確な天皇保障条項は宣言からは削除された。
発表されたポツダム宣言では、第10条において、日本政府に対して「国民の間における民主主義的傾向の復活強化に対する一切の障害を除去」するように求めており、連合国は戦前の日本においても一定の民主主義（大正デモクラシーなど）が存在していることを認識していたこと、帝国憲法に基づく天皇の統治体制の根本的な変革を求めていなかったといえる。
また、宣言第12条において、
と言及されており、これを国民主権原則の根本であるとされることがあるが、これはのちにGHQが発した文書「降伏後における米国の初期の対日方針」に
との部分とあわせて解釈すると、宣言12条は「天皇に対置する国民」ではなく、「連合国に対置する日本国」を想定しているものと理解できる。
宣言を受けて、日本は天皇保障条項が含まれていなかったためこれを受け入れずに戦争を継続したところ、8月6日に広島へ原爆投下、8日深夜にソ連が日ソ中立条約を一方的に破棄して対日開戦、9日に長崎へ原爆投下と事態は悪化し、10日未明、御前会議において宣言受諾についての討議が行われた。最終的に昭和天皇の勅裁により宣言受諾が決まり、連合国へ受諾文を打電した。
これに対し、12日にバーンズ回答が発せられた。
このやり取りについて、八月革命説においては、日本政府は受諾分において天皇の統治権の保護についての留保（条約の一部内容の自国への適用を除外する宣告）を行ったが、バーンズ回答でこれが拒否され、やむなく無条件受け入れに至った、という解釈がなされる。しかし、受諾文では「留保」（reservation）ではなく「了解」（understanding）のもとに受諾している。この部分から、日本政府が宣言文で行ったのは留保ではなく解釈宣言（複数の解釈が可能な条約文について、自国がいかなる解釈を行うかを明確にする宣言）であったといえる。また、ポツダム宣言は13条で「右以外の日本国の選択は迅速かつ完全なる壊滅あるのみとす」と記しており、日本側には留保する余地が存在していない。そのため、このやりとりでバーンズが天皇の統治権の改変を日本政府に強制したとの解釈は成り立ちえない。
また、仮にそのような内容を含むとしても、多分に政治的な要求、又はせいぜい国際法上の義務を負ったに過ぎず、主権の所在が移行したとまでは言えないのではないかとの反論である。戦時国際法によればポツダム宣言の条項は、占領軍の撤退条件として例示されているものであり、また国際条約の締結をもって憲法の根幹が変更される(革命)と見なす場合、憲法に対する国際法の優越という別の問題が発生する。またハーグ陸戦条約附属書43条（「国の権力が事実上、占領者の手に移った上は、占領者は絶対的な支障がない限り占領地の現行法律を尊重して、なるべく公共の秩序および生活を回復確保するため施せる一切の手段を尽くさなければならない。」）との整合性が問題になる。さらに占領政策下における国民主権という、実態や事実にあわない法理になっているのではないか、との論である。ポツダム宣言の受諾当時、日本政府に天皇主権から国民主権に変わったという認識はなく、ポツダム宣言受諾以後も明治憲法は維持され、それが1946年11月3日公布の日本国憲法へと改正され、翌5月3日の施行にまで至ると解すべきではないか（憲法改正説）との論もある。
八月革命説は憲法学者の間では長く有力説としての立場を占めているのであるが、八月革命説はあくまで主権の移行に関する法的な説明をするための法理であって、事実経過に関する説明をするための見解ではないし、日本国憲法の成立の経緯に正当性を与えること目的としたものでもない。これ以外にも異なる見解は多数提出されている。
しかし、あくまでも宮澤が提唱した法理的な造語に過ぎず、歴史学上は日本国憲法の制定を、革命と定義はしていないことに留意する必要がある。

## 学者による八月革命批判論
京都大学の憲法学者の佐々木惣一は1946年の起草時点で憲法改正の手続きに瑕疵があるとして異議を唱えていた。その弟子の大石義雄も日本国憲法の制定過程は国民を無視しており、「現行日本国憲法が占領軍当局のおしつけを背景として制定されたものであるということは、今日では一の常識である」として、「政治が民主政治であるためには、まず憲法そのものがその国の自由な意思にもとづいて制定されなければならない」として憲法改正の必要性を唱えた。
憲法学者の佐藤幸治は
①ポツダム宣言が国民主権の要求を含むものであったかどうかは当時にあっては疑義の余地のあるものであった（日本政府はそのようには解さなかった）。
②仮に同宣言がかかる要求を含むものであったとしても、同宣言の受諾は国際法上の義務を負ったことを意味するにとどまり、受諾と同時に国内法上も根本的変革を生じたとみることは困難である。
③同宣言受諾後も、占領軍の支配下であはったが、明治憲法の定めるところに従い統治が行われたことを説明するのが難しい。
④明治憲法73条が用いられたことの根拠が薄弱になる。
として、ポツダム宣言受諾後も明治憲法秩序は存続しており、天皇は同宣言を履行する趣旨から明治憲法所定の手続きに従って改正案を帝国議会に提出したと解すべきとする。改正案が改正の限界を破るものであったことについては帝国議会における審議過程で主権者たる国民の意思が議会を通じて顕現し、しかも同時にその制定の方法として、一定の政治的配慮から明治憲法所定の手続きを信用する意向が示されたとみることができるとする「段階的主権顕現説」を主張した。
憲法学者の大石眞は八月革命説についてポツダム宣言の文面やバーンズ回答の理解をめぐる問題の他に以下の三点を挙げている。
（1）占領管理下の憲法制定・改正は占領権力の所産であり、国家主権の存しない状況下の「国民主権」論は虚妄ではないか（長谷川正安『昭和憲法史』）。
（2）その立論はラジカルな国際法優位一元論を前提とする点において不当ではないか（菅野喜八郎『続・国権の限界問題』）
（3）非民主的機関の関与、すなわち枢密院や貴族院の関与とそれによる修正の位置づけが不明ではないか（高橋正俊『憲法の制定とその運用』）
など八月革命説の妥当性には多くの疑問が提示されているとして、これを採用することはできないとしている。
段階的主権顕現説についても総司令部による完全な裏統制や極東委員会の介入があり、日本側の自由な意思はありえなかったことなどを思うとなりたちえないとする。
憲法改正限界論の中では、サンフランシスコ平和条約が発効した主権回復の時点を基準として、法定追認説をとるのが妥当だとしている。
憲法学者の八木秀次はバーンズ回答にいう「日本国民の自由に表明せる意思」によって「日本国の最終的の政治形態」を決定するというのは、国民主権（宮澤俊義は「人民主権」とみなす）を求めているわけではなく、ラウエル・レポートが天皇の統治権の総攬を許容していることから考慮して、ポツダム宣言とバーンズ回答が求めたのは、「民族自決」のことであろうと述べている。
大西洋憲章第三条に「両国は一切の国民がその下に生活せんとする政体を選択する権利を尊重する」と同じような表現があるのもその傍証であるとしている。
また日本国憲法前文の前にある上諭に示された帝国憲法改正の経緯を無視していることからも八月革命説は論理破綻しているとする。また、国民主権の概念は狭義の国民（ナシオン）主権論と人民（プープル）主権論に分かれるが宮澤のいう国民主権とは人民主権のことであり、この人民主権は社会主義と結合し、社会主義の実現、維持のための手段と位置づけられるものであることも指摘している。
国際政治学者の篠田英朗もポツダム宣言受諾を革命の成就と読み替える八月革命説は空想の産物でしかなく、国際的にも全く通用しない学説であると述べている。
佐藤幸治の広範な八月革命説批判などもありながら、宮澤俊義の弟子筋の芦部信喜らの憲法学者により八月革命説は擁護され支持されてきたが、それはイデオロギー的理由に基づく中身のない装飾だと指摘する。それは表面的には「憲法改正限界説」を守るための方便であり、その真意は憲法制定権力者としてのアメリカの存在を消し去ることだと指摘している。
宮澤に八月革命説のアイデアを示唆したのは丸山眞男と言われるが、丸山が議論の基盤としていたのはナチスとの関連の深かったカール・シュミットであるという戦後の憲法学の裏の「出生の秘密」にも言及している。

## 「尾高・宮沢論争」と八月革命説
尾高朝雄が、尾高・宮沢論争を通して、八月革命説に対する批判を展開したと誤解されることがある。しかし、尾高自身は、天皇主権から国民主権に移行したことの法的な説明については八月革命説が妥当であるとした上で、国体の連続性を説明するためにノモス主権説を唱えたのであり、八月革命説の批判には及んでいない。したがって、尾高・宮沢論争は、八月革命説と直接的な関連性はない。